# 持續論
持續論（Endurantism，或持續理論 Endurance Theory）是一個有關續存（Persistence，指物體通過時間而保持同一性）和同一性￼（Identity）的哲學理論。根據持續論者的觀點，物質物體是續存的三維個體。这意味着，物體在它們存在的每個時刻都完全呈現。這個將個體當作“永遠在現在”的概念，對立於接續論或者四維論，接續論或四維論認為一個物體是其時間部分或時間階段的系列。“持續”和“接續”用法区别，可以追溯自大卫·凯洛格·刘易斯（1986）。
持續論和接續論的差異主要表現在它們對於物體的續存的解釋上，以一個花瓶為例，花瓶在t1、t2兩個時間點存在，對於持續論者來說，花瓶之所以通過t1、t2兩個時間點而續存，是由於花瓶在t1完整地呈現，並且花瓶在t2完整地呈現，並且t1的花瓶在數量上與t2的花瓶同一。對於持接续论者來說，物體在一個時間點已完全呈現，因此在是t1的花瓶是一個物體，在t2的花瓶是一個物體，而花瓶之所以能通過時間而保持同一性（也就是”續存“），是由於t1的花瓶與t2花瓶存在數量上的同一關係。对他们而言，在t1的花瓶和t2的花瓶是一個物體，而非兩個。